# Lepino Trójkąt
Lepino Trójkąt – zlikwidowana stacja kolei wąskotorowej (Białogardzka Kolej Dojazdowa) w Lepinie, w województwie zachodniopomorskim, w Polsce. Stacja była końcową dla linii z Białogardu Wąskotorowego. Przez stacje przechodziła także inna linia wąskotorowa z Gościna do Sławoborza.